# Proud Like a God
Proud Like a God het debuutalbum van de Duitse band Guano Apes uit 1997.
Het album werd op 6 oktober 1997 in Duitsland uitgebracht via GUN/Supersonic Records. Internationaal kwam het album uit op 24 december 1997 via GUN/Supersonic en BMG International. In de Verenigde Staten werd het album pas op 28 september 1999 via RCA Records en BMG International uitgebracht. Het album behaalde in Nederland de gouden status.

## Nummers
Alle muziek en teksten zijn geschreven door Guano Apes. 
| 1.                 | Open Your Eyes                      | 3:09 |
| 2.                 | Maria                               | 3:47 |
| 3.                 | Rain                                | 4:35 |
| 4.                 | Lords of the Boards                 | 3:42 |
| 5.                 | Crossing the Deadline               | 3:25 |
| 6.                 | We Use the Pain                     | 2:32 |
| 7.                 | Never Born                          | 5:17 |
| 8.                 | Wash It Down                        | 3:06 |
| 9.                 | Scapegoat                           | 3:22 |
| 10.                | Get Busy                            | 3:25 |
| 11.                | Suzie                               | 2:53 |
| 12.                | Tribute                             | 9:14 |
| 13.                | Move a Little Closer (Bonus nummer) | 2:50 |
| Totale duur: 51:45 |                                     |      |

## Bezetting
- Sandra Nasić - zang
- Henning Rümenapp - gitaar
- Stefan Ude - basgitaar
- Dennis Poschwatta - drums